# 鈴木康之
鈴木 康之（すずき やすゆき、1934年3月 - 2020年10月）は、日本の言語学者、日本語学者。大東文化大学名誉教授。

## 略歴
1934年3月、現在の東京都大田区で誕生。東京都立大森高等学校を経て、東京教育大学文学部言語学科卒業。1969年4月より、大東文化大学（日本文学科）専任講師、その後、助教授。教授。2004年3月、定年退職。名誉教授。
東京教育大学在学中から民主主義科学者協会言語部会に参加し、同会の解体後は言語学研究会に入会、今日に至るまで、同会および教育科学研究会・国語部会の会員・指導者として活動している。現在、学習塾・数学教育研究会の国語科顧問。

## 著書
- 『日本語文法の基礎』（三省堂 1977年）
- 『古典基礎文法』（三省堂 1983年）
- 『文学のための日本語文法』（三省堂 1986年）
- 『概説・古典日本語文法』（桜楓社 1991年）
- 『概説・現代日本語文法』（桜楓社 1991年）
- 『手話のための言語学の常識』（全日本ろうあ連盟出版局 2001年）
- 『新版：日本語学の常識』（数学教育研究会 2005年）

## 編著書
- （宮島達夫、鈴木重幸）『国語国字問題の理論』（むぎ書房 1977年、ISBN 978-4-8384-0108-6）
- 『日本語文法・連語論（資料編）』（言語学研究会編、鈴木重幸、鈴木康之責任編集、1983年、ISBN 978-4-8384-0106-2）